# Вікнина (річка)
Вікни́на, Викни́ни — річка в Балаклійському районі Харківської області. Ліва притока Чепеля (басейн Сіверського Дінця).

## Опис
Довжина 12 км, похил річки — 3,7 м/км. Формується з декількох безіменних струмків та водойм. Площа басейну 53,6 км³.

## Розташування
Вікнина бере початок з водойми в селі Соколівка. Тече на південний схід у межах села Авсіївка і в селі Шевелівка впадає в річку Чепель, праву притоку Сіверського Дінця.